# Rissom Gebre Meskei
Rissom Gebre Meskei (nascido em 19 de setembro de 1941) é um ex-ciclista etiopiano.
Participou nos Jogos Olímpicos de 1972, realizados em Munique, na então Alemanha Ocidental, onde terminou em 28º nos 100 km contrarrelógio por equipes. Também competiu na prova individual do ciclismo de estrada, mas não conseguiu terminar a corrida.